# 歡樂一百點
《歡樂一百點》是中國電視公司（中視）於1980年代後期至1990年代播出的綜藝節目，標榜台灣電視史上第一個將秀場文化正式搬上電視的綜藝節目，林家慶率領中視大樂隊伴奏，製作單位是百是傳播，製作人是黃義雄。

## 提要
《歡樂一百點》在1988年9月29日播出第一集，1996年8月1日播出最後一集，共407集，最初播出時間是每週四21:30~23:00；1990年4月19日至1991年，播出時間改為每週四21:30~23:30；1991年起，改回原播映時間。《歡樂一百點》第一代主持人是張菲，第二代主持人是李茂山、江蕙，第三代主持人是李茂山、葉璦菱，第四代（最後一代）主持人是李茂山、陽帆。每週四播出的《歡樂一百點》張菲時期預告片，第一句固定是「《歡樂一百點》，節目最正點」。《歡樂一百點》第一代佈景時期不開放觀眾參觀錄影，無論收播時間為23:00或23:30，每集收播前的口號都是「《歡樂一百點》，（主持人）看到十一點」，直到取消收播前口號。
《歡樂一百點》是黃義雄一直想製作的純歌唱節目。黃義雄認為，當時老三台綜藝節目型態走向競賽式、逗鬧式、消遣上節目的藝人，這是不正常的現象；所以他要營造一個高雅且精緻的歌唱環境，讓歌星喜歡在《歡樂一百點》中抒發其情感；「我相信綜藝節目可以走出一條康莊大道，《歡樂一百點》是我嶄新的嘗試。」《歡樂一百點》原先擬邀請倪敏然與朱慧珍共同擔任主持人，黃義雄與他們聯繫了很久，但是他們都推辭：倪敏然想推動幕後工作以提高藝人的社會地位，而當時他忙於台北市演員工會的表演藝術金龍獎，無意繼續在舞台上表演，所以推辭擔任《歡樂一百點》主持人；朱慧珍則忙於作秀，無暇固定每週錄影，所以不能主持《歡樂一百點》。最後黃義雄邀請張菲擔任《歡樂一百點》主持人。
1988年中視綜藝節目《黃金拍檔》停播之後，張菲專心經營臺北縣淡水鎮「海中天」啤酒屋，他認為自己的演藝事業已到瓶頸、必須有所突破，暫時休息、充電是必須的。黃義雄邀請張菲擔任《歡樂一百點》主持人，張菲既興奮又擔心：「製作人邀請我擔任主持人，表示我仍然有吸引人的才華，並不因為我久未出現演藝圈而忘記我；不過令我擔心的是，我怕自己無法突破、更上一層樓。」黃義雄向張菲保證，《歡樂一百點》絕對精緻、嘗試走高雅路線，是一個純歌唱節目，不會砸了他的招牌；張菲才安心進攝影棚錄影。2005年8月15日，黃義雄評，不是先有《歡樂一百點》才有張菲，而是「有張菲才做得出《歡樂一百點》」。
當初百是傳播邀請張菲主持《歡樂一百點》時，希望張菲拋棄《黃金拍檔》嘻笑漫罵的風格、樹立新風格：當時張菲認為，《黃金拍檔》嘻笑漫罵的表演方式才能維持收視率；百是傳播則認為，觀眾已經疲乏了，《黃金拍檔》的表演方式再也無法引起觀眾的興趣。經過了長時間的合作，《歡樂一百點》逐漸擺脫《黃金拍檔》的風格，形成自己的風格。張菲一直希望在《歡樂一百點》開闢自己的個人才藝表演，但是百是傳播希望屏除中視綜藝節目《綜藝大亨》的影子、將《歡樂一百點》作得更精緻；張菲雖然失望，但尊重百是傳播的策劃。張菲一本《黃金拍檔》時期的習慣，不時參與討論對《歡樂一百點》的意見，百是傳播企劃人員會與他討論究竟適不適合放在《歡樂一百點》裡；《歡樂一百點》執行製作胡靜忻說：「我們不希望節目走回以前的路子。節目需要輕鬆、活潑，但並不是《黃金拍檔》式的笑鬧，而是簡單幾句台詞或動作令人會心一笑。」
《歡樂一百點》錄影攝影棚是中國電視大廈第一攝影棚，專供綜藝節目錄影使用，面積220坪，高17.6公尺；此攝影棚堪稱當時東南亞最大的攝影棚，《歡樂一百點》在此運用富麗堂皇、富於變化、錄製單曲時絕不重覆使用的佈景；每錄一首單曲，至少NG30至40遍。中視導播白汝珊擔任《歡樂一百點》導播長達六年，善用中國電視大廈第一攝影棚的資源，親自操盤《歡樂一百點》的美術、燈光與運鏡，以創新手法為歌星設計與拍攝歌唱場景。除了運用攝影棚內已有的設備，百是傳播也向外界租用舞台器材，用於《歡樂一百點》錄影。由於要求《歡樂一百點》醞釀出一定的品味、製造不俗的氣氛，百是傳播儘可能要求「一歌一景」；若現有條件無法搭配，則在同一景中求取不同角度，以求產生多變的效果。《歡樂一百點》邀請歌星時，對歌星的要求頗多，「沒有知名度的歌星不邀」、「不受歡迎的歌星不邀」、「經常遲到的歌星不邀」只是其中三項而已。
《歡樂一百點》與《民生報》合作不定期播出的單元〈百點民生影友會〉，每集邀請一位藝人或一組藝人團體與其愛好者同樂。《歡樂一百點》與《民生報》也會合辦晚會，並在《歡樂一百點》錄影播出晚會內容。
1989年中，百是傳播業務部協理莊淑瑾說，《歡樂一百點》的廣告目標對象是以婦女階層為主，廣告收入比較穩定，有助於提升節目製作能力。
2017年12月，YouTube「中視經典綜藝」（原「台灣經典綜藝」）開始上傳《歡樂一百點》中視官方完整版，保留中視首播時字幕。

## 歷屆主持人
- 第一任：張菲。
- 第二任：李茂山、江蕙。
- 第三任：李茂山、葉璦菱。
- 第四任（末任）：李茂山、陽帆。

## 單元簡介

### 張菲時期

《歡樂一百點》第一代佈景裡的中視大樂隊

《歡樂一百點》全盛時期是在張菲主持期間，此時期單元如下：
〈流行45轉〉
是每集的開場。每集邀請4至8位歌手熱歌勁舞，並與張菲共同討論各集不同的主題。
中視大樂隊演奏開場音樂後，每一位或每一組歌手各自以一段快節奏演唱一首歌曲的第一段或其副歌，可以唱自己的老歌或自己的新歌或別人的歌；一位或一組歌手唱完，就順便宣布下一位或下一組歌手進場；反覆為之，直到該集歌手全部進場為止。全部歌曲都必須連成同一個拍子、同一個速度；一旦有人NG，就必須全部重錄。
該集歌手全部出場之後，中視大樂隊擊樂手以定音鼓起音，來賓一人宣告：「讓我們歡迎節目主持人——張菲！」（其中一集是來賓陽帆先進場代打，後來張菲才姍姍來遲出現）張菲在舞群簇擁下進場，中視大樂隊同時演奏主持人進場音樂。主持人進場音樂演奏完畢，張菲與該集歌手排成一列，以張菲為中心。張菲說「歡迎收看《歡樂一百點》」，隨即開始逐一訪問該集歌手，並與該集歌手討論該集設定的主題。
每集各設定一個主題，張菲與該集歌手的對話都要繞著該主題打轉；例如某集的主題是「和音」，該集歌手余帝、伊能靜、裘海正、李亞明、白冰冰……等人唱得不亦樂乎也玩得不亦樂乎，一副「歌星同樂會」的景象。
結束該段之前，張菲與該集歌手一起做有固定動作的搞笑伸展操，稱為「快樂一下」。張菲說要讓該集歌手「快樂一下」，然後向中視大樂隊指揮林家慶說：「林老師，請了！」中視大樂隊隨即演奏國語流行音樂歌曲〈愛人頂呱呱〉間奏的重新編曲版，長度為12秒，作為背景音樂。音樂演奏中，張菲與該集歌手做搞笑伸展操。音樂結束，張菲與該集歌手一起將右手水平朝向正前方比劃手勢，然後張菲正經八百地說「廣告」（有的時候則不說）；該段同時結束，播放下段預告然後進廣告，或直接進廣告。
〈春嬌與明〉
《歡樂一百點》的招牌單元，固定由張菲飾演男主角「志明」，每集邀請一位女來賓飾演女主角「春嬌」。每集設定不同劇情，主要搬演兩人之間的愛情故事（偶爾有例外）；搬演愛情故事時，最後總是志明受到挫折。其橋段與秀場頗為類似，充分發揮主持人與來賓的歌唱及機智反應：首先張菲站立於樂隊席前、在10秒內簡短預告當日劇情並歡迎來賓出場，然後來賓出場並唱一首閩南語歌曲作為開場，之後正式進入短劇。飾演春嬌的女來賓，被張菲稱為「今天的春嬌」，經常被張菲逗得笑場。依劇情需要，還可以有三人或四人對演；例如張菲扮演高爾夫球教練，陳美鳳扮演先來的學生，沈文程扮演後到的學生。短劇結束後，來賓留在舞台上，張菲與其他演員離場，由來賓唱同一首或另外一首歌曲作結。有時完全可以不唱歌，例如白冰冰扮演春嬌，曹西平與包偉銘（中視交友節目《來電五十》的兩位主持人）幫忙撮合春嬌與志明但失敗。
錄影前一星期，《歡樂一百點》製作群會先開會討論〈春嬌與志明〉下星期的主題、然後設定適合的人選，編劇再依他們的背景及近況編寫劇本。由於不斷變換扮演春嬌者，〈春嬌與志明〉能保持新鮮感。具有豐富秀場經驗的張菲，臨場反應極快，常常不照劇本走，而是隨興表演，消遣來賓或中視大樂隊；所以在〈春嬌與志明〉中，觀眾常能看見張菲、來賓與中視大樂隊笑成一片。
1989年6月18日，《電視周刊》報導，百是傳播革新《歡樂一百點》的步調作風趨向保守，「製作單位心中有數，但又擔心整個改頭換面不知效果如何，弄巧成拙反而不妙」；而〈春嬌與志明〉是《歡樂一百點》製播之初沒有較理想內容時所推出的單元，原本以為只是過渡性質的短打，未料製播了三季，「花樣也玩得差不多了」。1989年6月30日，胡靜忻駁斥《電視周刊》：「有家週刊批評我們的節目『並沒有大改變』，這是因為他們未仔細看過節目，因為每個單元都有變化。像〈春嬌與志明〉這個單元很受歡迎，張菲的喜感與幽默一直是這個單元的靈魂，再搭配受歡迎的歌星；剛開始總是設計他們的關係為情侶，不過我們也覺得『繞著這個關係作節目，日久也生厭』；所以，現在春嬌與志明的關係多樣化，可能是父母、朋友、路人……，不再侷限於一角。」
〈春嬌與明〉唯一的一次沒有春嬌，是邀請陳一郎飾演志明的情敵，唱〈留戀什路用〉並與張菲對演。
〈春嬌與明〉唯一的一次集結了老三台各一位主持人合演，是集結了台視司馬玉嬌、中視張菲與華視胡瓜：司馬玉嬌扮演春嬌，胡瓜扮演志明的胞弟「志雄」（取胡瓜本名「胡自雄」的「自雄」的諧音）。
1990年8月30日，《歡樂一百點》播出第100集，〈春嬌與志明〉請來曾在第1集扮演春嬌的江蕙再次扮演春嬌，還請來名字是「志明」或「春嬌」的各地觀眾接受張菲訪問。名字是「志明」的觀眾，有的服務餐飲業，有的開計程車，有的感謝張菲為他打響知名度，有的埋怨張菲把他演得太土了。
〈春嬌與明〉在台灣影響所及：直到現在，只要有人的名字是「志明」或其諧音，就會有人接下來問其是否有位名喚「春嬌」的妻子或女友；反之亦然。另外，五月天在1999年曾唱過《志明與春嬌》（收錄於《五月天第一張創作專輯》第8首），臺灣土地銀行在2002年10月發行標榜台灣第一張「本土化、有品牌」的現金卡「春嬌志明現金卡」，名稱皆源自此。行政院核定之春嬌志明現金卡英文譯名為「Taiwan's Romeo and Juliet Cash Card」，取自羅密歐與朱麗葉故事。
〈春嬌與明〉曾被2000年代上半期中視小品綜藝節目《開心小舖》選播。
2003年12月2日，江蕙在中視綜藝節目《綜藝大哥大》表示，張菲對她的好感，從他們合演〈春嬌與志明〉開始就延續至今。
〈瑪爾寇陳〉
搞笑短劇單元。陳一郎扮演英語老師「瑪爾寇陳」，戲仿台灣英語補教名師瑪爾蔻梁，以閩南語腔英語教觀眾說英語，相當逗趣。
〈歡樂信箱〉
開放觀眾寄信至百是傳播，詢問他們想知道的有關哪個明星的問題。百是傳播彙整這些問題之後，張菲會對每集來賓當場詢問這些問題。
〈空白點〉
內容不詳，待考。
〈精緻歌曲〉
每集固定邀請歌壇不同時期的代表歌星受訪，張菲與受訪歌星暢談歌壇的歷史與變遷，受訪歌星現場演唱老歌；由於這些老歌星多半已脫離演藝圈，聯絡不易，所以無法常態播出。受訪歌星有洪一峰、蔡一紅、文夏、鄭日清、原野三重唱等。
〈對位唱法〉
每集同時邀請2位歌手，各唱各的歌，且必須在張菲不定時攪局下保持鎮定、不被對方唱的歌「拉」走。曾經受邀的實力派歌手有千百惠、張清芳、葉璦菱、曾慶瑜、林慧萍等。
〈說說唱唱〉
每集邀請歌手表演歌唱以外的才藝。百是傳播事先針對受邀歌手的特殊才藝來設計主題，讓受邀歌手表現自己平常不為人知的才藝。

### 李茂山時期
1993年3月9日，張菲說，他與《歡樂一百點》及華視綜藝節目《笑星撞地球》的合約都將於同年5月1日期滿，他堅決辭任上列兩個節目的主持人；而他與兩節目簽約時刻意定於同一日期滿，最主要原因是他想好好休息一陣子，而他與台視綜藝節目《龍兄虎弟》的合約是後來才迸出來的。1993年3月23日，張菲表示，他簽約主持《龍兄虎弟》的時候沒料到《龍兄虎弟》會與中視綜藝節目《娛樂星聞 小燕有約》對打，他不能打自己老闆的節目，因此決定在他與《歡樂一百點》的合約於同年5月1日到期之時辭職暫離中視，但他「也準備將來再回中視」。
1993年5月13日，《歡樂一百點》改由李茂山與江蕙接手主持，改名為《綜藝雙星 歡樂一百點》，是李茂山與江蕙首次合作主持，也是江蕙唯一主持的節目。首集來賓為豬哥亮、胡瓜、陽帆等。此時期開放郵政信箱「台北郵政36-966號信箱」給觀眾來信索取錄影入場券。
後期江蕙因專注歌唱事業請辭，《綜藝雙星 歡樂一百點》先後由葉璦菱、陽帆接棒與李茂山搭檔主持，到了李茂山時期後期名稱改回《歡樂一百點》。
〈流行45轉〉
中視大樂隊演奏開場音樂（與張菲時期不同）後，沿襲張菲時期的規則進行流行45轉。在中視大樂隊演奏歡迎主持人的音樂（與張菲時期不同）後，李茂山與江蕙一起進場並合唱一首歌。
〈往日情懷〉
每集邀請歌星唱老歌、聊老歌、聊老歌星，向觀眾介紹歌曲的歷史背景。
〈演演唱唱〉
每集邀請歌星唱歌，並與主持人即興搞笑表演。
〈心事誰人知〉
以觀眾寄給李茂山與江蕙的來信為基礎開設的感性單元，並接受觀眾點歌。
〈百點民生影友會〉
與《民生報》合辦的單元，不定期播出，每集邀請一位藝人或一組藝人團體與其愛好者同樂。
〈名歌精選〉
每集介紹一個主題的經典歌曲，邀請歌星演唱。
〈說說唱唱〉
每集邀請歌星唱歌並接受主持人訪問。
〈聽力測驗〉
來賓分成兩隊，出題歌星唱一首拼裝歌。兩隊猜拼裝歌中有哪些歌的片段，用桌上的紙筆把這些歌的歌名寫出來。正確答案貼在出題歌星後方公布欄中央。拼裝歌唱完，兩隊的答案貼在公布欄左右兩側，主持人與出題歌星揭曉正確答案，眾人合力比對兩隊答案是否正確。答錯一首歌名扣一分，寫錯字、拼錯字、貼錯順序均不扣分，總分最高者獲勝。
〈比手劃腳猜一猜〉
內容不詳，待考。
〈說說唱唱三線路〉
每次邀請一位來賓玩「三線路」遊戲。首先將遊戲路線圖的最下端顯示在木製看板或電視牆上，有紅色長方形與綠色長方形作為起點，各有三條岔路給來賓選擇行進路線，這就是「三線路」。來賓選定起點與路線之後，主持人以伸縮型指揮棒在木製看板或電視牆上指出來賓行進路線。隨著路線進度，路線圖以直向捲軸方式由下而上逐漸顯示完成。若遇到岔路，則來賓同樣自選路線，繼續前進。走到一個關卡，來賓要依據該關卡給定的題目來答題，例如：題目是「站在男人的觀點，你覺得老婆和女朋友有什麼不同？」來賓就要回答；題目是「請唱一首閩南語歌曲」，來賓就要唱一首閩南語歌曲（只要唱第一大段就好）；題目是「主持人扮演黑道大哥，來賓扮演小弟」，來賓就要與主持人以此為基礎來即興對演。過關之後，繼續前進；遇到下一個關卡，仍然要答題。如此反覆下去，直到到達終點為止。

## 工作人員表
《綜藝雙星 歡樂一百點》時期工作人員表（1993年3月25日）
- 製作人：黃義雄
- 策劃：韓秋鳴
- 執行製作：陳行潔
- 編劇：謝忠廷、黃美倫
- 編審：蔣紀蔆
- 製作群：徐玉珽、連恭平、陳彌迦、李聯環、劉玉英、張燕芬
- 伴奏：中視大樂隊
- 指揮：林家慶
- 音響：穩立
- 雷射燈光：威林
- 特效：正一
- 舞蹈：馬雷蒙工作室
- 剪接：孫玉琳
- 技術指導：柯明憲、胡渭誠
- 攝影：姜正輝、游祥一、陳秉榮、蔡輝男、孫復興、楊作次
- 燈光：陳輝雄、邱玉宏、林楊鑫、陳自強
- 成音：郭朝陽、鄧智泉、蕭振三、王福章
- 視訊：黃和興、張世傑
- 美術指導：江信賢
- 音效指導：李芳興
- 現場指導：李迪捷
- 助理導播：翁倩瑛
- 導播：白汝珊

## 事件
1989年1月9日，中視公布1989年第24屆金鐘獎參賽名單，參賽綜藝節目為《飛揚的音符》、《歡樂一百點》與《大開眼界》。
1989年中視八點檔連續劇《好小子吉利》開播日，中視播出百是傳播製作的特別節目《神仙、老虎、狗》宣傳《好小子吉利》，製作人黃義雄、主持人張菲、導播白汝珊均與《歡樂一百點》相同，來賓為《好小子吉利》演員群。張菲進場時，中視大樂隊演奏《歡樂一百點》開場音樂。張菲向觀眾強調，這不是《歡樂一百點》。
1991年12月3日，《歡樂一百點》錄影中，中視大樂隊伸縮喇叭手歐陽義健放置樂譜時，從高度約有一層樓的樂隊席佈景台上踏空摔下，送醫治療後證實右胸肋骨受傷，耳朵也有擦傷，無生命危險；同日傍晚，歐陽義健返回中視，直呼命大。
1992年第27屆金鐘獎，《歡樂一百點》獲頒電視金鐘獎燈光獎（得獎人：黃來明）。
1993年4月8日，《歡樂一百點》將費玉清過去曾在該節目中表演過的全部模仿秀重新剪輯後播出，理由是該節目知悉《龍兄虎弟》仍會繼續以費玉清的模仿秀為主；同月11日，演藝圈內人士表示，「費玉清能模仿的藝人差不多只有那幾個人」，而費玉清模仿這些藝人的內容也差不多都在《歡樂一百點》裡出現過。
2003年，中視與超級電視台聯合製作純歌唱綜藝節目《戀戀金曲》，每集上半段設置之懷舊單元〈流行音樂史〉匯集以《歡樂一百點》為主的中視綜藝節目片段。

## 外部連結
- 百是傳播

| 中國電視公司 星期四21:30 | 中國電視公司 星期四21:30                    | 中國電視公司 星期四21:30 |
| ------------------------ | ------------------------------------------- | ------------------------ |
|                          | 歡樂一百點 （1988年9月29日 - 1996年8月1日） |                          |
| —                        | 非常男女 （1996年8月8日 - 2003年9月25日）   |                          |